# دراج‌های آفریقایی
دراج‌های آفریقایی (نام علمی: Scleroptila) گروهی از دراج‌ها در یک سرده از کبکیان از تیره قرقاولان است. هر هفت گونه آن در آفریقای سیاه زندگی می‌کنند.

## گونه‌ها
- دراج گردن‌حلقه‌ای، Scleroptila streptophora
- دراج بال‌خاکستری، Scleroptila afra
- دراج بال‌سرخ، Scleroptila levaillantii
- دراج فینش، Scleroptila finschi
- دراج شلی، Scleroptila shelleyi
- دراج خلنگزار، Scleroptila psilolaema
- دراج رود نارنجی، Scleroptila gutturalis